# 徳島市城東中学校
徳島市城東中学校（とくしまし じょうとうちゅうがっこう）は、徳島県徳島市安宅三丁目にある公立中学校。

## 沿革
- 1947年4月1日 - 本校が設立。
- 1947年5月3日 - 福島小学校内に福島中学校、沖洲小学校内に沖洲中学校を開校。
- 1948年3月31日 - 福島・沖洲両校を発展的に解消。城東中学校を創立。
- 1960年3月31日 - 体育館が落成する。
- 1962年4月21日 - 科学技術振興優秀校として科学技術庁長官賞を受賞。
- 1977年 - 徳島県教育委員会より学校給食優良校として表彰、文部省より文部大臣表彰を表彰。
- 1981年11月27日 - 学校保健統計調査の功績により文部大臣賞を受賞。

## 通学校区
福島1丁目、2丁目・新南福島1丁目、2丁目・大和町1丁目、2丁目・安宅1丁目、2丁目・安宅3丁目1番から5番・末広1丁目、2丁目・末広3丁目1番から4番・末広5丁目・南末広町

住吉1丁目から6丁目・城東町1丁目、2丁目

安宅3丁目6番・末広3丁目5番、6番・末広4丁目・南沖洲1丁目から5丁目・北沖洲1丁目から4丁目・金沢1丁目から2丁目

## 校歌
作詞/保科千代次

作曲/今川幹夫

## 部活動

### 体育部
- 陸上競技部（男・女）
- 軟式野球部
- サッカー部
- 水泳部（男・女）
- 男子バレーボール部
- 女子バレーボール部
- 男子バスケットボール部
- 女子バスケットボール部
- 男子バドミントン部
- 女子バドミントン部
- 男子ソフトボール部
- 女子ソフトボール部
- 男子卓球部
- 女子卓球部
- 男子ソフトテニス部
- 女子ソフトテニス部
- 男子ハンドボール部
- 女子ハンドボール部
- 弓道部（男・女）
- 剣道部（男・女）
- 新体操部
- 体操部

### 文化部
- 吹奏楽部
- 演劇部
- 技術部
- 美術部
- 華道部
- 茶道部

## 校訓
- 自主
- 真理
- 協同

## 関連学校
- 徳島市城東小学校
- 徳島市福島小学校
- 徳島市沖洲小学校

## 通学区域が隣接している学校
- 徳島市津田中学校
- 徳島市富田中学校
- 徳島市徳島中学校
- 徳島市川内中学校